# Cernitoarele de grâu
Cernitoarele de grâu (în franceză Les Cribleuses de Blé) este o pictură în ulei pe pânză realizată de Gustave Courbet în anul 1854, aflată în prezent la Muzeul de Arte Frumoase din Nantes.
A fost expus la Salonul de la Paris din 1855, apoi în 1861 la cea de-a noua expoziție a Societății Prietenilor Artei din Nantes, care a cumpărat tabloul pentru Muzeul de Arte Frumoase din Nantes.
Tinerele femei din tablou sunt probabil cele două surori ale lui Courbet: Zoe (în centru) și Julieta (așezată). Băiatul ar putea fi Désiré Binet, fiul nelegitim al pictorului.